# Elijah Kelley
Elijah Kelley (LaGrange, 1 de agosto de 1986) é um ator, cantor e dançarino estadunidense, conhecido principalmente por sua atuação no filme Hairspray.

## Filmografia
| Ano  | Título                | Personagem            |
| ---- | --------------------- | --------------------- |
| 1998 | Mama Flora's Family   | Young Willie          |
| 1999 | A Lesson Before Dying | Clarence              |
| 2000 | 28 Days               | Darnell               |
| 2000 | Heavens Fall          | Leroy Wright          |
| 2000 | Take the Lead         | Danjou                |
| 2000 | Rome & Jewel          | Ben                   |
| 2007 | Hairspray             | Seaweed J. Stubbs     |
| 2010 | Red Tails             | Samuel "Joker" George |
| 2013 | The Butler            | Charlie Gaines        |

## Discografia
- 2007: Hairspray Soundtrack 2
- 2008: DisneyMania 6